# فهرست آثار ملی شهرستان اسفراین
شهرستان اسفراین از شهرستان‌های استان خراسان شمالی می‌باشد. مرکز آن شهر اسفراین است؛ و صفی‌آباد دیگر شهر آن است.

## آثار ثبت‌شده
| ردیف | نام اثر                             | نگاره | دیرینگی                                  | موقعیت                                                                                           | شمارهٔ ثبت | تاریخ ثبت  | منبع  |
| ---- | ----------------------------------- | ----- | ---------------------------------------- | ------------------------------------------------------------------------------------------------ | --------- | ---------- | ----- |
| ۱    | آرامگاه شیخ محمد رشید الدین بیدوازی |       | ایلخانیان                                | روستای بیدواز، دهستان میلانلو ۳۷°۶′۱۸٫۷″ شمالی ۵۷°۴۲′۱۳٫۲″ شرقی / ۳۷٫۱۰۵۱۹۴°شمالی ۵۷٫۷۰۳۶۶۷°شرقی | ۲۱۹۲      | ۱۳۷۷/۱۰/۲۷ | [ ۱ ] |
| ۲    | شهر تاریخی اسفراین                  |       | صدر اسلام تا صفویه                       | ۶ کیلومتری جنوب شهر اسفراین ۳۷°۲′۳۴″ شمالی ۵۷°۲۸′۲۰″ شرقی / ۳۷٫۰۴۲۷۸°شمالی ۵۷٫۴۷۲۲۲°شرقی         | ۴۴۹۷      | ۱۳۸۰/۰۹/۰۵ | [ ۲ ] |
| ۳    | آرامگاه شاهزاده حمزة بن موسی        |       | صفویه ـ معاصر                            | شهرستان اسفراین، بخش بام، دهستان صفی                                                             | ۵۱۵۱      | ۱۳۸۰/۱۲/۲۵ |       |
| ۴    | قلعه کهنه اردئین                    |       | قرن ۵ تا ۱۱ ق                            | ۲۴ کیلومتری غرب شهرستان اسفراین ۲/۵ کیلومتری رزق آباد جنوب روستای مهرآباد                        | ۵۹۰۵      | ۱۳۸۱/۰۵/۰۸ |       |
| ۵    | آرامگاه شیخ احمد ذاکر گورپانی       |       | سلجوقیان                                 | ۳۵ کیلومتری غرب شهرستان اسفراین جاده اسفالته اسفراین به جوین سبزوار روستای گوریان                | ۵۹۰۶      | ۱۳۸۱/۰۵/۰۸ |       |
| ۶    | محوطه تاریخی فرهنگی گبر حصار        |       | قرن ۵ تا۸ ق                              | ۳۵ کیلومتری غرب شهرستان اسفراین، یک کیلومتری جنوب شرقی روستای گودپان                             | ۵۹۰۷      | ۱۳۸۱/۰۵/۰۸ |       |
| ۷    | آرامگاه امامزاده کبیر کوران         |       | اوائل صفویه                              | غرب شهرستان اسفراین، بخش مرکزی دهستان رزق آباد ۸ کیلومتری روستای کوران                           | ۵۹۴۷      | ۱۳۸۱/۰۵/۰۸ |       |
| ۸    | آرامگاه قدیمی ادکان                 |       | اواخرایلخانیان ـ تیموریان                | استان خراسان، شهرستان اسفراین، روستای ادکان                                                      | ۵۹۴۸      | ۱۳۸۱/۰۵/۰۸ |       |
| ۹    | تپه عمارت                           |       | تاریخی ـ اسلامی                          | استان خراسان، ۲۸ کیلومتری غرب شهرستان اسفراین، سمت راست جاده شوسه رزق آباد به جوین               | ۵۹۴۹      | ۱۳۸۱/۰۵/۰۸ |       |
| ۱۰   | آرامگاه شاهزاده محمد/ باغشجرد       |       | صفویه                                    | استان خراسان، شهرستان اسفراین، ۱۲ کیلومتری روستای بام                                            | ۵۹۵۰      | ۱۳۸۱/۰۵/۰۸ |       |
| ۱۱   | محوطه باستانی گبرحصار ایرج و فریمان |       | تاریخی ـ قرون اولیه اسلامی               | استان خراسان، شهرستان اسفراین، روستای ایرج و فریمان                                              | ۵۹۵۱      | ۱۳۸۱/۰۵/۰۸ |       |
| ۱۲   | تپه چهل دختران ۱                    |       | هزاره ۳ تا۱ ق‌م                           | شهرستان اسفراین، بخش مرکزی، روستای چهل دختران                                                    | ۶۳۶۱      | ۱۳۸۱/۰۷/۰۷ |       |
| ۱۳   | آرامگاه بابا قدرت                   |       | صفوی                                     | شهرستان اسفراین، بخش بام و صفی‌آباد، دهستان بام، روستای بابا قدرت                                 | ۱۱۰۵۲     | ۱۳۸۳/۰۵/۱۷ |       |
| ۱۴   | توکمه تپه سی                        |       | هزاره یک ق‌م ـ پارت ـ ساسانی              | شهرستان چاراویماق، بخش شادیان، استان چاراویماق شرقی، روستای آغچه ریش                             | ۱۱۸۸۹     | ۱۳۸۴/۰۳/۱۸ |       |
| ۱۵   | تپه باستانی آغچه ریش                |       | قرون ۴ تا ۷ ق                            | شهرستان چاراویماق، بخش شادیان، روستای آغچه ریش                                                   | ۱۱۸۹۰     | ۱۳۸۴/۰۳/۱۸ |       |
| ۱۶   | تپه قره‌آغاج                         |       | هزاره ۴ ق‌م ـ اسلامی                      | شهرستان چاراویماق، بخش مرکزی، حدود ۴۰۰م شمال شهر قره آغاج                                        | ۱۲۷۸۵     | ۱۳۸۴/۰۵/۱۹ |       |
| ۱۷   | محوطه خاک چال                       |       | اشکانی                                   | شهرستان اسفراین، بخش مرکزی، دهستان دامنکوه، ۵۰۰ م غرب روستای سارمران                             | ۱۶۹۷۱     | ۱۳۸۵/۱۰/۳۰ |       |
| ۱۸   | تپه سارمران                         |       | اواخر ساسانی ـ اوایل اسلامی              | شهرستان اسفراین، بخش مرکزی، دهستان دامنکوه، ۳۰۰ م جنوب شرق روستای سارمران                        | ۱۶۹۷۲     | ۱۳۸۵/۱۰/۳۰ |       |
| ۱۹   | محوطه توی ۱                         |       | اوایل دوره ساسانی تا قرون میانی اسلامی   | شهرستان اسفراین، بخش مرکزی، دهستان دامنکوه، ۳۰۰ م جنوب روستای توی                                | ۱۶۹۷۳     | ۱۳۸۵/۱۰/۳۰ |       |
| ۲۰   | محوطه توی دو                        |       | اواخر کلکولیتیک تا اشکانی                | شهرستان اسفراین، بخش مرکزی، دهستان دامنکوه، ۷۰۰ م جنوب روستای توی                                | ۱۶۹۷۴     | ۱۳۸۵/۱۰/۳۰ |       |
| ۲۱   | تپه قمری                            |       | مفرغ ـ اشکانی                            | شهرستان اسفراین، بخش مرکزی، دهستان آذری، دو کیلومتری جنوب شرق روستای فیروزآباد                   | ۱۸۷۳۱     | ۱۳۸۵/۱۲/۲۸ |       |
| ۲۲   | امامزاده شازده زید                  |       | قرون میانه اسلامی                        | شهرستان اسفراین، بخش مرکزی، دهستان دامن کوه، ۳۰۰ م شمال روستای توی                               | ۱۸۷۳۴     | ۱۳۸۵/۱۲/۲۸ |       |
| ۲۳   | آرامگاه چهارتاقی توی                |       | اواخر ساسانی                             | شهرستان اسفراین، بخش مرکزی، دهستان دامن کوه، ۳۰۰ م شمال روستای توی                               | ۱۸۷۴۱     | ۱۳۸۵/۱۲/۲۸ |       |
| ۲۴   | محوطه داشخانه                       |       | قرن ۵ تا ۸ ه‍.ق                            | شهرستان اسفراین، بخش بام وصفی آباد، دهستان بام، یک کیلومتری شمال روستای زالی                     | ۱۹۹۷۳     | ۱۳۸۶/۰۸/۲۲ |       |
| ۲۵   | تپه امامزاده عبدالله                |       | قرون میانه اسلامی                        | شهرستان اسفراین، بخش مرکزی، دهستان زرق آباد، ۳ کیلومتری جنوب شرق روستای کوران                    | ۱۹۹۷۴     | ۱۳۸۶/۰۸/۲۲ |       |
| ۲۶   | محوطه قلعه کهنه جهان                |       | قرون میانه اسلامی                        | شهرستان اسفراین، بخش بام وصفی آباد، دهستان بام، دو کیلومتری جنوب شرقی روستای جهان                | ۱۹۹۷۵     | ۱۳۸۶/۰۸/۲۲ |       |
| ۲۷   | محوطه کلاته ملا عزیز                |       | عصر آهن ـ قرون متأخر اسلامی              | شهرستان اسفراین، بخش مرکزی، دهستان دامنکوه، یک کیلومتری جنوب غرب روستای کلاته ملا                | ۱۹۹۷۶     | ۱۳۸۶/۰۸/۲۲ |       |
| ۲۸   | تپه انجرلی ۳                        |       | مفرغ                                     | شهرستان اسفراین، بخش مرکزی، دهستان زرق آباد، ۸۰۰ م شرق روستای انجرلی                             | ۱۹۹۷۷     | ۱۳۸۶/۰۸/۲۲ |       |
| ۲۹   | تپه انجرلی ۱                        |       | مفرغ تا آهن                              | شهرستان اسفراین، بخش مرکزی، دهستان زرق آباد، یک کیلومتری شرق روستای انجرلی                       | ۱۹۹۷۸     | ۱۳۸۶/۰۸/۲۲ |       |
| ۳۰   | محوطه چهار باغ                      |       | اشکانی ـ ساسانی ـ قرون ۴–۳ ه‍.ق            | شهرستان اسفراین، بخش بام و صفی‌آباد، ۶ کیلومتری شمال شهر صفی‌آباد                                  | ۱۹۹۷۹     | ۱۳۸۶/۰۸/۲۲ |       |
| ۳۱   | تپه انجرلی ۲                        |       | مفرغ                                     | شهرستان اسفراین، بخش مرکزی، دهستان زرق آباد، یک کیلومتری شرق روستای انجرلی                       | ۱۹۹۸۰     | ۱۳۸۶/۰۸/۲۲ |       |
| ۳۲   | تپه نوروز                           |       | اواخر ساسانی ـ قرون اولیه و میانه اسلامی | شهرستان اسفراین، بخش بام وصفی آباد، شهر صفی‌آباد، دو کیلومتری شمال شهر صفی‌آباد                    | ۱۹۹۸۱     | ۱۳۸۶/۰۸/۲۲ |       |
| ۳۳   | محوطه اسماعیل‌آباد منگلی ۱           |       | قرون میانه اسلامی                        | شهرستان اسفراین، بخش بام وصفی آباد، دهستان صفی‌آباد، ۱۰۰ م جنوب روستای منگلی بالا                 | ۱۹۹۸۲     | ۱۳۸۶/۰۸/۲۲ |       |
| ۳۴   | محوطه فیروزیه                       |       | هخامنشی ـ اشکانی                         | شهرستان اسفراین، بخش مرکزی، دهستان دامنکوه، دو کیلومتری جنوب روستای فیروزیه                      | ۱۹۹۸۳     | ۱۳۸۶/۰۸/۲۲ |       |
| ۳۵   | تپه انجرلی ۴                        |       | مفرغ تا اوایل عصر آهن                    | شهرستان اسفراین، بخش مرکزی، دهستان زرق آباد، ۷۵۰ م شرق روستای انجرلی                             | ۱۹۹۸۴     | ۱۳۸۶/۰۸/۲۲ |       |
| ۳۶   | آب‌انبار صفی‌آباد                     |       | افشاریه ـ قاجاریه                        | شهرستان اسفراین، بخش بام وصفی آباد، مرکز شهر صفی‌آباد                                             | ۱۹۹۸۵     | ۱۳۸۶/۰۸/۲۲ |       |
| ۳۷   | تپه انجرلی ۵                        |       | مفرغ تا اشکانی                           | شهرستان اسفراین، بخش مرکزی، دهستان زرق آباد، ۷۰۰ م شرق روستای انجرلی                             | ۱۹۹۸۶     | ۱۳۸۶/۰۸/۲۲ |       |
| ۳۸   | محوطه کهنه‌بام                       |       | عصر آهن تا قاجاریه                       | شهرستان اسفراین، بخش بام و صفی‌آباد، دهستان بام، ۴ کیلومتری شمال غرب                              | ۱۹۹۸۷     | ۱۳۸۶/۰۸/۲۲ |       |
| ۳۹   | قلعه کهنه نوک                       |       | قرون میانه اسلامی                        | شهرستان اسفراین، بخش بام وصفی آباد، دهستان بام، ۴ کیلومتری جنوب روستای کوشکندر                   | ۲۰۵۹۷     | ۱۳۸۶/۱۰/۲۶ |       |
| ۴۰   | تپه سیدآباد ۲                       |       | دوره ساسانی و قرون اولیه اسلامی          | شهرستان اسفراین، بخش بام وصفی آباد، دهستان صفی‌آباد، ۱۰ کیلومتری غرب روستای منگلی پایین           | ۲۰۵۹۸     | ۱۳۸۶/۱۰/۲۶ |       |
| ۴۱   | قلعه برج قلیچ                       |       | دوره هخامنشی ـ اشکانی                    | شهرستان اسفراین، بخش مرکزی، دهستان میلانو، دو کیلومتری شرق روستای برستو                          | ۲۰۵۹۹     | ۱۳۸۶/۱۰/۲۶ |       |
| ۴۲   | قلعه کهنه کاریز در                  |       | قرون میانه اسلامی                        | شهرستان اسفراین، بخش بام وصفی آباد، دهستان بام، ۵۰۰ م روستای کاریزدر                             | ۲۰۶۰۰     | ۱۳۸۶/۱۰/۲۶ |       |
| ۴۳   | تپه سیدآباد ۱                       |       | قرون میانی اسلامی                        | شهرستان اسفراین، بخش بام وصفی آباد، دهستان صفی‌آباد، ۱۰ کیلومتری غرب روستای منگلی پایین           | ۲۰۶۰۱     | ۱۳۸۶/۱۰/۲۶ |       |
| ۴۴   | قلعه کهنه نصرآباد                   |       | قرون متاخر اسلامی                        | شهرستان اسفراین، بخش مرکزی، دهستان آذری، دو کیلومتری شمال غرب روستای نصرآباد                     | ۲۰۶۰۲     | ۱۳۸۶/۱۰/۲۶ |       |
| ۴۵   | تپه گبر اردغانی                     |       | آهن                                      | شهرستان اسفراین، بخش مرکزی، دهستان دامنکوه، ۷ کیلومتری شمال غرب روستای چهاربرج                   | ۲۰۶۰۴     | ۱۳۸۶/۱۰/۲۶ |       |
| ۴۶   | تپه جمال باغ                        |       | قرون اولیه و میانه اسلامی                | شهرستان اسفراین، بخش بام وصفی آباد، دهستان بام، دو کیلومتری غرب روستای عیسی باغ                  | ۲۰۶۰۵     | ۱۳۸۶/۱۰/۲۶ |       |
| ۴۷   | تپه ینگی امام                       |       | قرون میانه اسلامی                        | شهرستان اسفراین، بخش بام وصفی آباد، دهستان بام، ۱۵۰۰ م روستای اردین                              | ۲۰۶۰۶     | ۱۳۸۶/۱۰/۲۶ |       |
| ۴۸   | امامزاده سلطان مصیب                 |       | صفویه                                    | شهرستان اسفراین، بخش بام و صفی‌آباد، دهستان بام، ۴ کیلومتری جنوب غرب روستای بام                   | ۲۱۰۹۴     | ۱۳۸۶/۱۱/۳۰ |       |
| ۴۹   | تپه قزلر قلعه جهان                  |       | هخامنشی ـ اواخر اشکانی                   | شهرستان اسفراین، بخش بام و صفی‌آباد، روستای جهان، ۱۵ کیلومتری شمال                                | ۲۱۰۹۵     | ۱۳۸۶/۱۱/۳۰ |       |
| ۵۰   | تپه اسماعیل‌آباد منگلی ۲             |       | قرن ۵تا۸ ق                               | شهرستان اسفراین، بخش بام و صفی‌آباد، دهستان منگلی بالا، ۱۰۰ م منگلی آباد                          | ۲۱۰۹۶     | ۱۳۸۶/۱۱/۳۰ |       |
| ۵۱   | تپه آقازاده ۳                       |       | قرون اولیه و میانه اسلامی                | شهرستان اسفراین، بخش بام و صفی‌آباد، دهستان صفی‌آباد، ۱۰۰ م غرب روستای کلاته آقازاده               | ۲۱۰۹۷     | ۱۳۸۶/۱۱/۳۰ |       |
| ۵۲   | تپه کاریز                           |       | ساسانی ـ قرن ۵ تا ۷ ه‍.ق                   | شهرستان اسفراین، بخش مرکزی، دهستان روئین، یک کیلومتری شمال روستای گرمه خوش                       | ۲۱۰۹۸     | ۱۳۸۶/۱۱/۳۰ |       |
| ۵۳   | تپه گبر نشین                        |       | اشکانی                                   | شهرستان اسفراین، بخش دهستان آذری، ۱۰۰ م شرق روستای حصاری گازرانی                                 | ۲۱۰۹۹     | ۱۳۸۶/۱۱/۳۰ |       |
| ۵۴   | تپه نقیم                            |       | اواخر ساسانی ـ قرن ۳ تا ۱۰ ق             | شهرستان اسفراین، بخش بام وصفی آباد، دهستان بام، ۴ کیلومتری جنوب غرب روستای بام                   | ۲۱۱۰۰     | ۱۳۸۶/۱۱/۳۰ |       |
| ۵۵   | محوطه دورد برج                      |       | اشکانی ـ ساسانی                          | شهرستان اسفراین، بخش بام وصفی آباد، شهر صفی‌آباد، ۱۵ کیلومتری جنوب شرق                            | ۲۱۱۰۱     | ۱۳۸۶/۱۱/۳۰ |       |
| ۵۶   | بقایای کافر قلعه                    |       | اشکانی ـ قرون میانه اسلامی               | شهرستان اسفراین، ۲۰۰ م شمال غربی پارک قائم                                                       | ۲۱۱۰۲     | ۱۳۸۶/۱۱/۳۰ |       |
| ۵۷   | قلعه بیدواز                         |       | اشکانی ـ قرون اولیه و میانه اسلامی       | شهرستان اسفراین، بخش مرکزی، دهستان میلانلو، ۵۰ م شمال روستای بیدواز                              | ۲۱۱۰۳     | ۱۳۸۶/۱۱/۳۰ |       |
| ۵۸   | تپه قلعه گبر زمان‌آباد               |       | قرون اولیه اسلامی                        | شهرستان اسفراین، بخش مرکزی، دهستان زرق آباد، ۱۵ م جنوب غرب روستای زمان آباد                      | ۲۱۱۰۴     | ۱۳۸۶/۱۱/۳۰ |       |
| ۵۹   | تپه بکرآباد                         |       | ساسانی ـ صفویه                           | شهرستان اسفراین، بخش بام و صفی‌آباد، دهستان بام، ۱۰۰ م شمال روستای بکر آباد                       | ۲۱۱۰۵     | ۱۳۸۶/۱۱/۳۰ |       |
| ۶۰   | تپه قلعه کهنه زمان‌آباد              |       | دوره میانه اسلامی                        | شهرستان اسفراین، بخش مرکزی، دهستان زرق آباد، ۱۰۰ م جنوب روستای زمان آباد                         | ۲۱۱۱۰     | ۱۳۸۶/۱۱/۳۰ |       |
| ۶۱   | قزلر قلعه دهک                       |       | هخامنشی ـ اشکانی                         | شهرستان اسفراین، بخش مرکزی، دهستان دامنکوه، ۳ کیلومتری شمال روستای دهک                           | ۲۱۱۱۱     | ۱۳۸۶/۱۱/۳۰ |       |
| ۶۲   | تپه اردوگاه اردغانی                 |       | قرون اولیه اسلامی                        | شهرستان اسفراین، بخش مرکزی، دهستان دامنکوه، ۶ کیلومتری شمال روستای چهار برج                      | ۲۱۲۲۵     | ۱۳۸۶/۱۱/۳۰ |       |
| ۶۳   | تپه قلعه کسرق                       |       | قرون میانه اسلامی                        | شهرستان اسفراین، بخش مرکزی، دهستان روئین، ۱۰۰م شمال روستای کسرق                                  | ۲۱۲۲۶     | ۱۳۸۶/۱۱/۳۰ |       |
| ۶۴   | تپه گبر نشین                        |       | اشکانی ـ ساسانی ـ قرون میانه اسلامی      | شهرستان اسفراین، بخش بام و صفی‌آباد، دهستان صفی‌آباد، ۱۰۰ م شمال شرقی روستای باغشجرد               | ۲۱۲۲۷     | ۱۳۸۶/۱۱/۳۰ |       |
| ۶۵   | قلعه سنگر                           |       | هزاره ۴ و ۵ ق‌م ـ اشکانی ـ ساسانی         | شهرستان اسفراین، بخش مرکزی، دهستان دامنکوه، ۴ کیلومتری شمال غرب روستای چهار برج                  | ۲۱۲۲۸     | ۱۳۸۶/۱۱/۳۰ |       |
| ۶۶   | تپه اسماعیل‌آباد منگلی ۳             |       | ساسانی ـ قرون اولیه اسلامی               | شهرستان اسفراین، بخش بام وصفی آباد، دهستان صفی‌آباد، ۱۰ م جنوب روستای منگلی بالا                  | ۲۱۲۲۹     | ۱۳۸۶/۱۱/۳۰ |       |
| ۶۷   | تپه اسماعیل‌آباد منگلی ۴             |       | قرون میانه اسلامی                        | شهرستان اسفراین، بخش بام و صفی‌آباد، دهستان صفی‌آباد، ۲۰۰ م جنوب روستای منگلی بالا                 | ۲۱۲۳۰     | ۱۳۸۶/۱۱/۳۰ |       |
| ۶۸   | تپه آقازاده ۲                       |       | قرون میانه اسلامی                        | شهرستان اسفراین، بخش بام وصفی آباد، دهستان بام، ۶ کیلومتری غرب روستای کلاته آقا                  | ۲۱۳۰۹     | ۱۳۸۶/۱۲/۰۷ |       |
| ۶۹   | تپه احمدآباد منگلی ۱                |       | اشکانی ـ ساسانی ـ قرون اولیه اسلمی       | شهرستان اسفراین، بخش بام و صفی‌آباد، دهستان منگلی پایین، ۶ ک. م شرق روستای صفی‌آباد                | ۲۱۳۲۴     | ۱۳۸۶/۱۲/۰۷ |       |
| ۷۰   | تپه احمدآباد۲                       |       | قرون اولیه و میانه اسلامی                | شهرستان اسفراین، بخش بام وصفی آباد، دهستان منگلی پایین، روستای منگلی پایین                       | ۲۱۳۲۵     | ۱۳۸۶/۱۲/۰۷ |       |
| ۷۱   | امامزاده عبدالله                    |       | صفویه                                    | شهرستان اسفراین، بخش مرکزی، دهستان زرق آباد، ۳ کیلومتری غرب روستای کوران                         | ۲۲۲۰۵     | ۱۳۸۶/۱۲/۲۶ |       |
| ۷۲   | بافت تاریخی روستای روئین            |       | قرون ۶ و ۷ ه‍.ق                            | شهرستان اسفراین، بخش مرکز ی، دهستان روئین، ۷ کیلومتری شمال غرب اسفراین روستای روئین              | ۲۲۷۷۷     | ۱۳۸۷/۰۳/۱۱ |       |
| ۷۳   | تپه قبر لیلی                        |       | آهن ـ ساسانی                             | شهرستان اسفراین، بخش مرکزی، دهستان آذری، دو کیلومتری جنوب غرب روستای خیرآباد                     | ۲۳۰۹۸     | ۱۳۸۷/۰۵/۰۲ |       |
| ۷۴   | گو تپه                              |       | نوسنگی ـ کالکولتیک ـ مفرغ                | شهرستان اسفراین، بخش بام وصفی آباد، دهستان بام، ۵۰۰ م شرق روستای اردین                           | ۲۳۰۹۹     | ۱۳۸۷/۰۵/۰۲ |       |
| ۷۵   | محوطه سنگو                          |       | غزنوی ـ اواخر تیموری                     | شهرستان اسفراین، بخش بام وصفی آباد، دو کیلومتری شمال شرقی شهر صفی‌آباد                            | ۲۳۱۰۰     | ۱۳۸۷/۰۵/۰۲ |       |
| ۷۶   | محوطه گورستان گبرها                 |       | قرون اولیه و میانه اسلامی                | شهرستان اسفراین، بخش مرکزی، دهستان دامنکوه، ۶۰۰ م شمال شرقی روستای سارمران                       | ۲۳۱۰۱     | ۱۳۸۷/۰۵/۰۲ |       |
| ۷۷   | محوطه دیوار سنگچین ۱                |       | تیموری ـ ایلخانی                         | شهرستان اسفراین، بخش مرکزی، دهستان دامنکوه، ۳/۵ کیلومتری شمال غرب روستای چهاربرج                 | ۲۳۱۰۲     | ۱۳۸۷/۰۵/۰۲ |       |
| ۷۸   | تپه قلعه کهنه چهارمست               |       | اشکانی ـ ساسانی                          | شهرستان اسفراین، بخش بام وصفی آباد، دهستان بام، یک کیلومتری جنوب روستای چهارمست                  | ۲۳۱۰۳     | ۱۳۸۷/۰۵/۰۲ |       |
| ۷۹   | تپه ادکان                           |       | قرون اولیه و متاخر اسلامی                | شهرستان اسفراین، بخش مرکزی، دهستان زرق آباد، ۱۰۰ م غرب روستای ادکان                              | ۲۳۱۰۴     | ۱۳۸۷/۰۵/۰۲ |       |
| ۸۰   | محوطه سارمران                       |       | قرون اولیه اسلامی                        | شهرستان اسفراین، بخش مرکزی، دهستان دامنکوه، ۱۰۰ م شرق روستای سارمران                             | ۲۳۱۰۵     | ۱۳۸۷/۰۵/۰۲ |       |
| ۸۱   | سردابه بانی در                      |       | ایلخانی ـ تیموری                         | شهرستان اسفراین، بخش بام وصفی آباد، دهستان بام، ۵۰۰ م شمالی شرقی روستای بانی در                  | ۲۳۱۰۶     | ۱۳۸۷/۰۵/۰۲ |       |
| ۸۲   | کهنه رباط                           |       | ایلخانی ـ تیموری                         | شهرستان اسفراین، بخش مرکزی، دهستان آذری، ۱۰۰ م شرق روستای جوشقان                                 | ۲۳۱۸۵     | ۱۳۸۷/۰۶/۱۸ |       |
| ۸۳   | محوطه قلعه کهنه اردین ۱             |       | ساسانی                                   | شهرستان اسفراین، بخش بام وصفی آباد، دهستان بام، یک کیلومتری شرق روستای اردین                     | ۲۳۱۸۶     | ۱۳۸۷/۰۶/۱۸ |       |
| ۸۵   | محوطه قزلرقلعه کورنان               |       | اشکانی                                   | شهرستان اسفراین، بخش بام و صفی‌آباد، دهستان بام، روستای کورنان، ۷۰۰ م شمال شرق                    | ۲۳۲۰۰     | ۱۳۸۷/۰۶/۱۸ |       |
| ۸۶   | محوطه قلعه کهنه ادکان               |       | قرون میانه و متاخر اسلامی                | شهرستان اسفراین، بخش مرکزی، دهستان زرق آباد، چسبیده به شمال غرب روستای ادکان                     | ۲۳۲۵۵     | ۱۳۸۷/۰۶/۱۸ |       |
| ۸۷   | گورستان گبرها                       |       | قرون میانه اسلامی                        | شهرستان اسفراین، بخش بام وصفی آباد، دهستان بام، ۵۰۰ م غرب روستای کاریزدر                         | ۲۳۲۶۵     | ۱۳۸۷/۰۶/۱۸ |       |
| ۸۸   | قلعه کهنه آقداش                     |       | قرون میانی اسلامی                        | شهرستان اسفراین، بخش بام وصفی آباد، دهستان بام، ۵ کیلومتری جنوب روستای کوشکندر                   | ۲۳۲۷۰     | ۱۳۸۷/۰۶/۱۸ |       |
| ۸۹   | قلعه قاسم خان                       |       | قرون میانه و متاخر اسلامی                | شهرستان اسفراین، بخش مرکز ی، دهستان آذری، ۱/۵ کیلومتری شمال شرق روستای قاسم خان                  | ۲۳۲۷۱     | ۱۳۸۷/۰۶/۱۸ |       |
| ۹۰   | محوطه قلعه کهنه دستجرد              |       | قرون اولیه و میانه اسلامی                | شهرستان اسفراین، بخش بام وصفی آباد، دهستان بام، ۱۰ م غرب روستای دستجرد                           | ۲۳۲۷۵     | ۱۳۸۷/۰۶/۱۸ |       |
| ۹۱   | تپه آقازاده ۱                       |       | ساسانی ـ قرون میانه اسلامی               | شهرستان اسفراین، بخش بام وصفی آباد، دهستان صفی‌آباد، ۵ کیلومتری غرب روستای کلاته آقازاده          | ۲۳۲۷۷     | ۱۳۸۷/۰۶/۱۸ |       |
| ۹۲   | قلعه گورکنن                         |       | قرون اولیه و میانه اسلامی                | شهرستان اسفراین، بخش بام وصفی آباد، دهستان بام، دو کیلومتری جنوب روستای بام                      | ۲۳۲۸۶     | ۱۳۸۷/۰۶/۱۸ |       |
| ۹۳   | محوطه دیوار سنگچین ۳                |       | قرون میانه و متاخر اسلامی                | شهرستان اسفراین، بخش مرکزی، دهستان دامنکوه، ۳/۵ کیلومتری شمال روستای چهاربرج                     | ۲۳۲۸۷     | ۱۳۸۷/۰۶/۱۸ |       |
| ۹۴   | تپه باباگل                          |       | قرون میانه اسلامی                        | شهرستان اسفراین، بخش بام وصفی آباد، دهستان بام، یک کیلومتری شمال غرب روستای فتح‌آباد              | ۲۳۲۸۸     | ۱۳۸۷/۰۶/۱۸ |       |
| ۹۵   | تپه سردابه                          |       | اشکانی ـ ساسانی                          | شهرستان اسفراین، بخش بام وصفی آباد، دهستان بام، یک کیلومتری جنوب روستای بیش آباد                 | ۲۳۲۸۹     | ۱۳۸۷/۰۶/۱۸ |       |
| ۹۶   | تپه خم                              |       | اشکانی ـ ساسانی                          | شهرستان اسفراین، بخش بام و صفی‌آباد، دهستان بام، روستای دستجرد                                    | ۲۳۲۹۰     | ۱۳۸۷/۰۶/۱۸ |       |
| ۹۷   | تپه گورستان بام                     |       | اشکانی ـ ساسانی                          | شهرستان اسفراین، بخش بام وصفی آباد، دهستان بام، ۲/۵ کیلومتری جنوب روستای بام                     | ۲۳۲۹۱     | ۱۳۸۷/۰۶/۱۸ |       |
| ۹۸   | تپه دره امین‌آباد                    |       | آهن                                      | شهرستان اسفراین، بخش مرکزی، دهستان روئین، ۱۶۰۰ م جنوب شرق روستای امین آباد                       | ۲۳۲۹۲     | ۱۳۸۷/۰۶/۱۸ |       |
| ۹۹   | تپه کوره                            |       | مفرغ ـ آهن                               | شهرستان اسفراین، بخش مرکزی، دهستان روئین، ۶۰۰ م جنوب شرق روستای امین آباد                        | ۲۳۲۹۸     | ۱۳۸۷/۰۶/۱۸ |       |
| ۱۰۰  | بند مهار                            |       | ساسانی ـ قرون اولیه و میانه اسلامی       | شهرستان اسفراین، بخش مرکزی، دهستان آذری، ۴ کیلومتری شرق روستای کلاته سنجر                        | ۲۳۲۹۹     | ۱۳۸۷/۰۶/۱۸ |       |
| ۱۰۱  | محوطه قلعه کهنه اردین ۲             |       | هخامنشی ـ اشکانی                         | شهرستان اسفراین، بخش بام و صفی‌آباد، دهستان بام، یک کیلومتری شرق روستای اردین                     | ۲۳۳۰۰     | ۱۳۸۷/۰۶/۱۸ |       |
| ۱۰۲  | محوطه سرپل                          |       | قرون میانی اسلامی                        | شهرستان اسفراین، بخش مرکزی، دهستان میلانلو، ۵۰۰ م جنوب روستای سرچشمه                             | ۲۳۳۰۷     | ۱۳۸۷/۰۶/۱۸ |       |
| ۱۰۳  | تپه قلعه کهنه تجری                  |       | اشکانی ـ ساسانی                          | شهرستان اسفراین، بخش بام وصفی آباد، دهستان بام، ۴ کیلومتری شمال غرب روستای زالی                  | ۲۳۳۰۸     | ۱۳۸۷/۰۶/۱۸ |       |
| ۱۰۴  | محوطه دستجرد                        |       | قرون اولیه اسلامی ـ ساسانی               | شهرستان اسفراین، بخش بام وصفی آباد، دهستان بام، ۱۰۰ م غرب روستای دستجرد                          | ۲۳۳۰۹     | ۱۳۸۷/۰۶/۱۸ |       |
| ۱۰۵  | محوطه دیوار سنگچین ۲                |       | قرون میانه اسلامی                        | شهرستان اسفراین، بخش مرکز ی، دهستان دامنکوه، ۳/۵ کیلومتری شمال غرب روستای چهار برج               | ۲۳۳۱۰     | ۱۳۸۷/۰۶/۱۸ |       |
| ۱۰۶  | تپه منجوقلو                         |       | قرون میانه اسلامی                        | شهرستان اسفراین، بخش بام وصفی آباد، دهستان بام، داخل روستای اردین                                | ۲۳۳۱۱     | ۱۳۸۷/۰۶/۱۸ |       |
| ۱۰۷  | تپه فریمان                          |       | قرون اولیه و میانه اسلامی                | شهرستان اسفراین، بخش مرکزی، دهستان روئین، ۶ کیلومتری شمال غرب شهر اسفراین                        | ۲۳۳۱۲     | ۱۳۸۷/۰۶/۱۸ |       |
| ۱۰۹  | نانوی تپه                           |       | کالکولتیک ـ مفرغ                         | شهرستان اسفراین، بخش بام وصفی آباد، دهستان بام، ۴ ک. م شمال شرق روستای بام                       | ۲۳۳۱۳     | ۱۳۸۷/۰۶/۱۸ |       |
| ۱۱۰  | تپه قبرستان امین‌آباد                |       | کالکولتیک                                | شهرستان اسفراین، بخش مرکزی، دهستان روئین، دو کیلومتری جنوب شرق روستای امین آباد                  | ۲۳۷۴۹     | ۱۳۸۷/۰۸/۲۵ |       |
| ۱۱۱  | محوطه ملادره                        |       | ساسانی                                   | شهرستان اسفراین، بخش بام وصفی آباد، دهستان بام، ۱۵۰۰ م شمال روستای آقچ                           | ۲۳۷۵۰     | ۱۳۸۷/۰۸/۲۵ |       |
| ۱۱۲  | محوطه کلاته خوش                     |       | قرون اولیه و میانه اسلامی                | شهرستان اسفراین، بخش مرکزی، دهستان دامنکوه، یک کیلومتری جنوب غرب روستای کلاته خوش                | ۲۳۷۵۱     | ۱۳۸۷/۰۸/۲۵ |       |
| ۱۱۳  | تپه باستانی دستجرد                  |       | اشکانی ـ ساسانی                          | شهرستان اسفراین، بخش بام وصفی آباد، دهستان بام، ۱۰۰ م جنوب روستای دستجرد                         | ۲۳۷۵۲     | ۱۳۸۷/۰۸/۲۵ |       |
| ۱۱۴  | محوطه امین‌آباد                      |       | مفرغ                                     | شهرستان اسفراین، بخش مرکزی، دهستان روئین، ۵۰۰ م جنوب شرق روستای امین آباد                        | ۲۳۷۵۳     | ۱۳۸۷/۰۸/۲۵ |       |
| ۱۱۵  | محوطه قاراداش                       |       | اشکانی                                   | شهرستان اسفراین، بخش بام وصفی آباد، دهستان بام، ۵۰۰ م شمال روستای آق قچ                          | ۲۳۷۵۵     | ۱۳۸۷/۰۸/۲۵ |       |
| ۱۱۶  | حمام حصاری گازرانی                  |       | قاجاریه ـ پهلوی                          | شهرستان اسفراین، بخش مرکزی، دهستان آذری، روستای حصاری گازرانی، داخل روستا، روبروی موتورآب        | ۲۳۷۵۶     | ۱۳۸۷/۰۸/۲۵ |       |
| ۱۱۷  | قلعه کهنه گورن                      |       | قرون میانه اسلامی                        | شهرستان اسفراین، بخش بام و صفی‌آباد، دهستان بام، دو کیلومتری جنوب روستای کوشکندر                  | ۲۳۷۵۷     | ۱۳۸۷/۰۸/۲۵ |       |
| ۱۱۸  | آب‌انبار فرطان                       |       | قاجاریه ـ پهلوی                          | شهرستان اسفراین، بخش مرکزی، دهستان آذری، روستای فرطان، جنب مسجد روستا                            | ۲۳۷۵۸     | ۱۳۸۷/۰۸/۲۵ |       |
| ۱۱۹  | آب‌انبار خوش                         |       | پهلوی                                    | شهرستان اسفراین، بخش مرکزی، دهستان دامنکوه، روستای خوش، جنب مسجد روستا                           | ۲۳۷۵۹     | ۱۳۸۷/۰۸/۲۵ |       |
| ۱۲۰  | محوطه سنجبینی                       |       | قرون میانه اسلامی                        | شهرستان اسفراین، بخش مرکزی، دهستان آذری، دو کیلومتری شمال شرق روستای سنجبینی                     | ۲۳۷۶۰     | ۱۳۸۷/۰۸/۲۵ |       |
| ۱۲۱  | محوطه آستی النگ                     |       | قرون اولیه و میانه اسلامی                | شهرستان اسفراین، بخش بام و صفی‌آباد، دهستان بام، ۵ کم شمال روستای دهنه اجاق                       | ۲۳۷۶۲     | ۱۳۸۷/۰۸/۲۵ |       |
| ۱۲۲  | تپه نقیمنگ استو                     |       | کالکولتیک ـ مفرغ                         | شهرستان اسفراین، بخش بام و صفی‌آباد، دهستان بام، ۸ م روستای اردین                                 | ۲۳۷۶۴     | ۱۳۸۷/۰۸/۲۵ |       |
| ۱۲۳  | کهنه حمام بام                       |       | قاجاریه                                  | شهرستان اسفراین، بخش بام وصفی آباد، دهستان بام، روستای بام، روبروی خانه غلامحسین آرام            | ۲۳۸۷۰     | ۱۳۸۷/۰۸/۲۵ |       |
| ۱۲۴  | حوریم تپه سیدلر                     |       | قرون میانه اسلامی                        | شهرستان اهر، بخش مرکزی، دهستان قشلاق، روستای سیدلر                                               | ۲۳۹۴۹     | ۱۳۸۷/۱۰/۱۵ |       |
| ۱۲۵  | رباط راونیز                         |       | تیموری                                   | شهرستان اسفراین، بخش بام و صفی‌آباد، یک کیلومتری شمال شهر صفی‌آباد                                 | ۲۴۶۵۹     | ۱۳۸۷/۱۱/۲۷ |       |
| ۱۲۶  | تپه قلعه کهنه استی النگ             |       | ساسانی ـ قرون اولیه و میانه اسلامی       | شهرستان اسفراین، بخش بام وصفی آباد، دهستان بام، ۵ کیلومتری شمال روستای دهنه اجاق                 | ۲۴۶۶۶     | ۱۳۸۷/۱۱/۲۷ |       |
| ۱۲۷  | تپه قاراقول                         |       | هخامنشی ـ اشکانی                         | شهرستان اسفراین، بخش بام وصفی آباد، دهستان صفی‌آباد، ۱۵۰۰ م شرق روستای زنفت                       | ۲۴۶۶۷     | ۱۳۸۷/۱۱/۲۷ |       |
| ۱۲۸  | آرامگاه شاهزاده قاسم                |       | قرون متاخر اسلامی                        | شهرستان اسفراین، بخش مرکزی، دهستان دامنکوه، یک کیلومتری شمال روستای دهک                          | ۲۴۶۶۸     | ۱۳۸۷/۱۱/۲۷ |       |
| ۱۲۹  | تپه قوزه زن ۲                       |       | قرون اولیه اسلامی                        | شهرستان اسفراین، بخش بام و صفی‌آباد، دهستان بام، ۷۰۰ م جنوب غربی روستای قوزه زن                   | ۲۶۱۸۶     | ۱۳۸۷/۱۲/۲۶ |       |
| ۱۳۰  | تپه قوزه زن ۱                       |       | قرون میانه اسلامی                        | شهرستان اسفراین، بخش بام و صفی‌آباد، دهستان بام، حاشیه غربی روستای قوزه زن                        | ۲۶۱۸۷     | ۱۳۸۷/۱۲/۲۶ |       |
| ۱۳۱  | تپه راوخ ۱                          |       | ساسانی ـ قرو اولیه اسلامی                | شهرستان اسفراین، بخش بام وصفی آباد، دهستان صفی‌آباد، ۲۰۰ م غرب روستای راوخ                        | ۲۶۱۹۳     | ۱۳۸۷/۱۲/۲۶ |       |
| ۱۳۲  | تپه راوخ ۲                          |       | ساسانی ـ قرون اولیه اسلامی               | شهرستان اسفراین، بخش بام و صفی‌آباد، دهستان صفی‌آباد، حاشیه شرقی روستای راوخ                       | ۲۶۱۹۴     | ۱۳۸۷/۱۲/۲۶ |       |